# Esnault-Pelterie R.E.P. I
R.E.P. I var ett franskttillverkat experimentflygplan.
Flygplanet konstruerades av Robert Esnault-Pelterie som ett monoplan där flygplanskroppen var tillverkad i metall, det tillverkades i ett exemplar och följdes den vidareutvecklade R.E.P. II 1908. Den sjucylindriga luftkylda motorn var av en egen konstruktion som gav 30 hk och drev en dragande fyrbladigpropeller. Skevningen utfördes med varpning (vridning) av vingen, medan höjd och sidhållning sköttes med hjälp av roder.